# Нагие и мёртвые
«Наги́е и мёртвые» (англ. The Naked and the Dead) — роман американского писателя Нормана Кингсли Мейлера, впервые опубликованный в 1948 году. Сюжет романа частично основан на воспоминаниях автора об участии в боевых действиях 112-го кавалерийского полка в ходе Филиппинской операции во Второй мировой войне. В 1958 году по роману был снят одноимённый фильм. В 1998 году издательство Modern Library включило роман «Нагие и мёртвые» в список 100 лучших романов XX века на английском языке, поставив его на 51 место.

## Сюжет
Роман состоит из четырёх частей: «Волна», «Глина и формовщик», «Ловушка и призрак», «Поминки». Кроме этого в романе имеются главы под названием «Хор», состоящие из диалогов героев, и «Машина времени», которые содержат краткие истории и воспоминания из жизни героев.
Действия романа разворачиваются на вымышленном острове Анопопей где-то в южной части Тихого океана. Американские войска участвуют в кампании по освобождению острова от японцев, после которой они могут вступить на территорию Филиппин. Повествование романа сосредоточено на событиях в одном из взводов, которым руководят сержант Крофт, а чуть позже — и лейтенант Хирн. Несмотря на то, что Мейлер не пишет о значимости и деталях кампании, подразумевается, что этот взвод, как и все взводы в армии США, просто исполняет приказы, не осознавая, какими именно эти приказы могут быть.
Часть первая, Волна
Герои ожидают приказа. Скоро произойдет артиллерийский обстрел Анопопея с кораблей. Солдаты занимают свои места в катере, который перевозит их к побережью острова. Здесь они попадают под ответный огонь японцев. Хеннесси так напуган, что испражняется прямо в штаны. Недолго думая, он выбегает из своего окопа и получает смертельное ранение. Первая часть завершается смертью Хеннесси, которая встревожила многих солдат, поскольку для большинства из них смерть Хеннесси стала первой смертью товарища, свидетелями которой они оказались.
Часть вторая, Глина и формовщик
Кампания продолжается, прибывает пополнение. Генерал Каммингс и Хирн много общаются. Очевидно, что Каммингс испытывает влечение к Хирну, хотя он и отказывается признаться в этом даже самому себе. Позже Каммингс переводит Хирна в отделение Даллесона, где тот непосредственно руководит взводом. В какой-то момент взвод берет в плен японца. Когда Крофт даёт японцу закурить, тот закрывает глаза, успокаиваясь. В этот момент Крофт застреливает японца, демонстрируя свою жестокую сущность. Через некоторое время Галлахер получает сообщение о смерти своей жены Мэри, которая умерла при родах. Хотя ребёнок Галлахера и выжил, все оставшееся время Галлахера преследует безмерное горе.
Часть третья, Ловушка и призрак
Некоторые мужчины погибают, других отправляют домой. Хирн получает приказ провести взвод через джунгли и гору Анака. Во время засады Уилсон получает ранение, и сначала про него все забывают. Осознав, что они оставили Уилсона одного, Крофт посылает нескольких человек забрать его. Затем Браун, Стэнли, Гольдстейн и Риджес несут Уилсона на носилках обратно на пляж. Это занимает несколько дней, в течение которых Уилсон умирает. В конце концов, они теряют тело Уилсона в реке. После того как Уилсон был ранен, Хирна неожиданно убивают японцы. Ответственным за взвод остается Крофт. По приказу Крофта взвод продолжает идти в гору, несмотря на то что многие солдаты считают эту затею безнадёжной. Во время перехода Рот, пытаясь перепрыгнуть обрыв, погибает. С трудом преодолевая горные препятствия, люди Крофта в итоге отказываются от попытки забраться на гору. Они возвращаются на пляж, где их уже ждут Браун, Стэнли, Гольдстейн и Риджес. Крофт неожиданно признается себе, что он не был способен забраться на гору. В конце третьей части оставшиеся в живых солдаты обсуждают окончание миссии и своё будущее и то, как они будут себя чувствовать после возвращения домой.
Часть четвёртая, Поминки
Эта часть состоит из одной короткой главы. Каммингс размышляет о войне и победе Даллесона. Майор Даллесон тем временем думает о новой тренировочной программе, которая будет у новых войск на следующий день. Возвращаясь к командующим, Мейлер оставляет читателей с мыслью, что система власти всегда остается главенствующей в армии.

## Герои
- Хеннесси — новоиспеченный член взвода. От страха во время действия на открытой местности он испражняется в штаны. Из-за нервного переживания он бежит на пляж в надежде найти новые штаны. Его убивает шрапнелью от разрыва минометного снаряда.
- Вудро Уилсон — крупный светлокожий южанин из бедной семьи. У него беспечная и щедрая натура. Дома, проснувшись утром после ночной попойки в баре, Уилсон обнаруживает себя женатым на женщине по имени Алиса. Их брак состоит из любовных интриг и денежных проблем. Позже Уилсон мучительно долго страдает, умирая от ранения в живот.
- Хулио Мартинес — американец мексиканского происхождения из бедной семьи Юга США. Тихий и исполнительный, обладает миловидной внешностью, пользуется успехом у женщин, в армию попадает еще до начала войны избегая женитьбы на своей беременной подружке. В итоге оказывается отличным солдатом, успешно преодолевает лишения и тяготы боев и операций за получает от Крофта прозвище «Гроза япошек», становясь его "правой рукой".  На протяжении всего романа Мартинес находится в возбужденном состоянии, но замыкается в себе. Крофт убеждает его соврать о том, что он якобы не видел японский взвод во время одиночной разведки. Это становится причиной смерти Хирна, после чего взводу приходится лезть на гору под командованием Крофта.
- Сэм Крофт имеет развитое эго и остается невозмутимым в продолжение всего романа. В какой-то момент он жестоко убивает японского военнопленного. В другой раз он раздавливает птенца, найденного Ротом, словно уничтожая всю невинность. Он любит убивать. Крофт является Мэйлеровской версией психопата. В заключительной части книги Крофт отказывается ждать возвращения домой, веря, что война ещё нескоро закончится. В конце концов, он наслаждается войной, поскольку испытывает волнующее чувство, когда убивает.
- Волсен Ред заявляет, что не собирается получать повышение. Похоже, что он боится смерти и самой войны. Он вырос в шахтерском городке Монтаны. Позже он убегает из дома, разрывая все контакты со своей семьей. Он меняет много мест работы, затем переезжает к своей девушке Луизе и её сыну. Опасаясь обязательств, Ред убегает от Луизы и уходит в армию. Во время службы он теряет контакты с Луизой, как в своё время со своей семьей.
- Лейтенант Роберт Хирн — молодой белокожий либерал. Он является выпускником Гарварда и выходцем из зажиточной семьи, в армии служит адъютантом генерала Каммингса, но, не сумев ужиться с генералом, переведен им на командование пехотным разведывательным взводом, в котором из-за отсутствия штатного командира уже командует сержант Сэм Крофт. Хирн презирает армейскую систему воинских званий и субординации, он хочет общаться с обычными рядовыми солдатами, узнать их поближе, но те не принимают его и относятся к нему настороженно. Позже Каммингс ставит задачу взводу Хирна провести разведку местности и противника в районе за главной островной возвышенностью, горой Анака. Хирн ведёт взвод тяжелой дорогой к горному перевалу, прорубаясь через джунгли. В предгорьях он неожиданно погибает от огня замаскированного японского пулеметного расчета вследствие того, что Крофт злонамеренно скрыл от него важную информацию о наличии огневых точек противника на их маршруте, добытую предшествующей ночью разведчиком Хулио Мартинесом.
- Генерал Эдвард Каммингс голоден до власти, часто сравнивает себя с богом. В детстве Каммингс переживает нарушение в полоролевой идентификации. Это заставляет его отца отправить его в армейскую школу. Позже Каммингс посещает военную академию США. Во время пребывания в военной академии он встречает Маргарет и испытывает общественное давление по поводу женитьбы на ней. Маргарет и Каммингс женятся, но никогда не имели детей. У них несчастный брак, возможно, из-за гомосексуальных наклонностей Каммингса. Это становится очевидным из его разговоров с Хирном, к которому он испытывает романтические чувства.
- Рой Галлахер — ирландец из Бостона и член антисемитской группы «Объединенные Христиане». Во время действия всего романа выглядит сердитым. Позже он узнает, что его жена умерла при родах. Несмотря на то, что его ребёнок выжил, Галлахер остается опустошенным до конца романа.
- Герман Рот — депрессивный, переменчивый стереотипный еврей. На протяжении всего романа он испытывает комплекс превосходства, поскольку он образованнее остальных людей во взводе. Рот погибает во время восхождения на гору, упав с обрыва, несмотря на попытку Галлахера поймать его за руку.
- Джо Гольдстейн — еврей, как и Рот. Но, в отличие от того, не считает себя лучше своих друзей-христиан. Он рос маменькиным сыночком, мечтал иметь собственный магазин. Он становится сварщиком и женится на Натали, несмотря на неодобрение со стороны своей матери. После рождения сына Гольдстейн пытается поддерживать семью и сохранить отношения с женой. Во время войны он пользуется уважением со стороны своих товарищей, хотя иногда ему и не хватает храбрости.
- Уильям Браун — всеми любимый «свой» парень. Он вырос в семье среднего класса, посещал государственный университет, где присоединился к студенческой организации и вылетел на первом курсе. Он женится на девушке по имени Биверли и живёт довольно скучной жизнью. На войне он переживает, что Биверли изменяет ему, пока он далеко от неё. Он уверен, что выгонит её из дома, когда вернётся с войны.
- Артур Стэнли убежден, что женщины ничем не отличаются от мужчин. Он доверяет своей жене Руфи, матери своего сына. В какой-то степени он умеренный феминист. Он также честолюбивее других солдат, так как у него нет военного опыта.
- Толио — американец итальянского происхождения. Патриотичный, доверчивый, добродушный человек, дружит со многими из взвода. В сражении он получает «ранение на миллион долларов[англ.]», и его отправляют домой. Впоследствии некоторые солдаты начинают завидовать его ранению и ненавидеть его.
- Полак происходит из польской семьи низшего класса. У него семь сестер и братьев, после смерти отца он оказывается в детском доме. В тринадцатилетнем возрасте он неоднократно совращается женщиной. Пережитое сделало Полака жестоким и смелым солдатом.
- Оскар Риджес — убежденный христианин. Он уверяет Ваймана, который относится к нему как к «проповеднику», что «бог не даст ему убить других христиан»[3]:218. Несмотря на веру, Риджес по-дружески относится к Гольдстейну. Эта дружба между евреем и христианином демонстрирует, что война сводит вместе людей различных убеждений. Оскар Риджес играет второстепенную роль в романе. Он мечтает стать героем войны, чтобы обеспечить свою маму и себя.
- Стивен Минетта — двадцатилетний парень, известен тем, что является «главным модником в своём квартале»[3]:60. В конечном счете он получает ранение, попадает в госпиталь, по мере выздоровления пытается симулировать умственное помешательство с целью избежать участия в боевых действиях, разоблачается офицером-врачом и под его давлением возвращается во взвод. В конце романа Минетта чувствует злость по отношению к тем, кто обладает властью, и надеется «разоблачить чертову армию»[3]:711.

## Тема
На протяжении всего романа Мейлер обращается к различным темам, которые впоследствии освещаются и в других его эссе и романах. Одна из таких тем — дегуманизация солдат. К солдатам относятся как к машинам. Мейлер описывает дегуманизацию фразой «Когда солдат водружал на себя рюкзак, опутывал себя ремнем и при этом нес винтовку и два патронташа, несколько гранат и каску, он чувствовал себя так, словно его плечи и грудь были сдавлены жгутом. Было тяжело дышать, а его конечности оставались неподвижными»:24. Таким образом, в этом примере солдат теряет контроль над своим телом и по своим движениям легко принимается за «солдата».
Другая тема романа, братство, показывает положительную сторону войны. Чувствуя, что они могут не выжить, солдаты развивают крепкие дружеские отношения, на которые не способны те, кто остался дома. Крофт выражает братские чувства и говорит своим товарищам: «Вы все хорошие парни. Вы все трусы и вы все желторотые, но вы хорошие парни. Они не сделают ничего плохого с вами»:202. Идея братства снова затрагивается в третьей части, когда Браун, Риджес, Гольдстейн и Стэнли пытаются перенести раненого Уилсона в лагерь.
В романе также присутствует тема одиночества. Вдали от семьи и друзей солдаты постоянно чувствуют себя одинокими. Среди рядовых встречаются люди разных рас, религий и сословий. Часто мужчины изо всех сил стараются найти общность между собой. Им не хватает женщин и дружеских отношений. В какой-то момент Рот нуждается в человеке, с которым он «мог бы серьезно поговорить»:51. Он сознает, что не очень хорошо знает своих товарищей, поскольку все, кого он встречал с момента его появления в армии, были либо убиты, либо переведены в другое место.
Неудивительно, что смерть и страх смерти также рассматриваются в романе. Люди сталкиваются с неожиданными смертями Хеннесси, жены Галлахера и Хирна. Очевидно, что смерть витает в воздухе. Каммингс, окруженный в армии смертью — главной составляющей его карьеры, — никогда не любил запах трупов. Рот, как и другие солдаты, осознает, что он или кто-то из его товарищей может быть убит в любую минуту. Как в случае с Хеннесси и Хирном, смерть для них находится на расстоянии одного выстрела.
Ещё одна тема, которая затрагивается в романе, — власть. И наиболее ярким примером власти является генерал Каммингс. Каммингс сравнивает себя с «главенствующим монахом» и богом на протяжении всего романа. Он также открыто поддерживает ранговую систему в армии, приказывая Хирну как офицеру принимать «эмоциональные предубеждения его класса». В конце концов, офицеры вроде Хирна и Каммингса наслаждаются лучшим качеством жизни по сравнению с рядовыми солдатами. Они спят в больших палатках, в то время как солдаты делят между собой маленькие палатки и теснятся на койках. Эта система власти укрепляется во время выполнения самих заданий. После смерти Хирна Крофт принимает руководство над взводом и ведёт их на гору. Несмотря на очевидное желание солдат остановиться и всё бросить, они продолжают идти в гору просто потому, что их командир Крофт требует от них не сдаваться. Это очередное несомненное подтверждение недемократичности армии.
Тема женоненавистничества также раскрывается в произведении. Как и в других своих работах, в «Нагих и мёртвых» Мейлер изображает женщин в роли сексуальных объектов, которые не равны мужчинам. Многие герои, особенно Браун, боятся, что их жены изменяют им, пока они воюют. Это только способствует тому, что они начинают больше ненавидеть женщин. Браун говорит Стэнли, что если он узнает об измене своей жены, то он побьет её и выгонит из дома:168. В части «Женщины» главы «Хор» Полак утверждает, что «из всех проклятых женщин ни одна не является хорошей». И Браун соглашается с ним. Особое место женщины занимают в главах «Машина времени». В них подробно описываются романтические отношения и сексуальный опыт героев. Во многих частях «Машины времени», например, «Мартинес», женщины изображаются как сексуальные объекты.

## История создания
Перед тем как отправиться на общую подготовку, Мейлер был уверен, что может написать «роман об этой войне», основанный на его личном опыте солдата, который он получил во время Второй мировой войны. воюя с японцами на Филиппинских островах Вернувшись домой после войны, Мейлер вместе со своей первой женой Беатрис переехал во Францию, где учился в Парижском университете. Как говорится в авторском введении к изданию, посвящённому пятидесятилетию романа, Мейлер, находясь в Париже, написал свой роман о войне всего за пятнадцать месяцев.
Мейлер рассказывал, что он получал вдохновение от великих русских писателей, таких как Толстой. Он часто читал «„Анну Каренину“ задолго до того, как начал свою собственную работу»:7. Мейлер верил, что Толстой дал ему возможность привнести в роман сострадание. Толстой научил его, что «сострадание бесполезно без жестокости»:8. Мейлер был убежден, что он изобразил такое сострадание в романе «Нагие и мёртвые», и это именно то, что позволило двадцатипятилетнему писателю создать невероятный роман о войне. Во время процесса написания Мейлер объяснял, что он «имел обыкновение писать двадцать пять страниц чернового варианта в неделю», что позволило его роману появляться страница за страницей. Мейлер чувствовал, что этот роман был самым легким для написания, так как он закончил его быстро и со страстью. Впоследствии Мейлер заявил, что какая-то его часть считала, что это была, возможно, величайшая книга со времен произведения Толстого «Война и мир»:xi. При этом он признавал свою писательскую незрелость в романе. Мейлер настаивает, что «роман во многих местах был написан неряшливо (слова приходили слишком быстро и легко), и в нём едва ли нашлось бы существительное, которое не имело ближайшее и наиболее общедоступное прилагательное»:xi. Несмотря на критику, Мейлер верил, что книга заслуживает быть бестселлером. Он был написан со страстью и содержал яркие описания, позволившие читателю представить, какой была Вторая мировая война. Мейлер признался, что он время от времени возвращается к «Нагим и мертвым» и перечитывает некоторые отрывки, потому что они дают ему надежду «для всех нас»:xiii.

## Эвфемизм «Fug»
Издатели «Нагих и мёртвых» убедили Мейлера использовать в романе эвфемизм «fug» вместо «fuck». Последующие события сам Мейлер излагал так:
Это слово доставило мне немало неприятных минут на протяжении многих лет, потому что когда-то пресс-атташе Таллулы Бэнкхед распространил через газеты историю, в которой Таллула Бэнкхед якобы говорила: «О, привет, вы Норман Мейлер. Вы тот самый молодой человек, который не знает, как пишется …» Знаете, то самое слово из четырёх букв какими только звёздочками не обозначали. Я превратился в ходячий анекдот. Это было первое, что вспоминали обо мне.
Рок-группа The Fugs назвала себя так из-за слова «fug», употреблённого Мейлером.
Историю появления слова «fug» упоминает герой романа Джона Грина «Многочисленные Катерины» Колин Синглтон. Он рассказывает Линдси Ли Веллс о романе «Нагие и мёртвые», который недавно прочёл, а заодно почитал и критические статьи о романе. По его словам, в книге из 872 страниц слово «fug» и его производные встречаются где-то тридцать семь тысяч раз, практически через слово.
Итак, когда Мейлер писал книгу, он не использовал «fug». Но когда он отправил роман издателю, ему ответили: «Замечательную книгу вы написали, м-р Мейлер. Но у нас в 1948 году её никто не купит, потому что в ней ещё больше «F»-бомб, чем обычных бомб». Тогда Мейлер адресовал своеобразный «fug» непосредственно издателю — он прошёлся по всем 872 страницам книги и абсолютно каждое «F»-слово заменил на «fug». Эту историю я рассказал Хасану, когда тот читал «Нагих и мёртвых», и с тех пор он употребляет слово «fug» в честь Мейлера — ну и потому, что это можно говорить в школе и не нарываться на неприятности.
В русскоязычном издании «Многочисленных Катерин» в этом фрагменте слово «fug» переведено как «грёбаный».

## Критика
В 1948 году двадцатипятилетний Мейлер опубликовал роман «Нагие и мёртвые», который достиг невероятного успеха. Было продано 200 000 копий книги, и она оставалась в списке бестселлеров по версии The New York Times в течение 62 недель. Вошла в список бестселлеров по версии Publishers Weekly за 1948 год в США. Издательство Modern Library назвала «Нагие и мертвые» одним из ста лучших романов на английском языке.
Издатель Беннетт Серф заявил в 1948 году, что только «три романа с начала года достойны прочтения: „Плачь, любимая страна“, „Мартовские иды“ и „Нагие и мёртвые“».
Хартли Шоукросс в качестве генерального прокурора Англии и Уэльса объяснил, почему он не будет преследовать книгу по Закону о непристойных публикациях: "Хотя в этой самой утомительной и длинной книге много грязного, непристойного и отвратительного, рассматривая ее в целом, я не думаю, что ее целью является развращение или что это может привести к какому-либо результату, кроме отвращения к ее содержанию". Том Дриберг приветствовал это решение. В своём первоначальном обзоре the Times Literary Supplement жаловалась, что роман "становится все более нечитаемым" из-за склонности Мейлера "ничего не пропускать". Daily Telegraph назвала роман "скучным" по той же причине.
Однако Гор Видал писал:
Моей первой реакцией на роман «Нагие и мёртвые» была — это подделка. Искусная, талантливая, восхитительно исполненная подделка. Я не поменял своего мнения о книге с тех пор… Я вспоминаю замечательное описание людей, несущих умирающего товарища с горы… Но каждый раз, когда я продолжаю читать, я чувствую равнодушие из-за всех этих выдумок, предсказуемых героев, взятых не из жизни, а из других произведений, которые мы все хорошо знаем, и вижу наивность — самое худшее в романе, когда Мейлер описывал «Машину времени» и написал те отрывки, которые напоминают разве что заляпанные копии романа Дос Пассоса.